# Juan Camilo Zúñiga
Camilo Zúñiga Mosquera, född 14 december 1985 i Chigorodó, är en colombiansk före detta fotbollsspelare. Han spelade under sin karriär för Colombias landslag.

## Karriär
I juli 2018 meddelade Zúñiga att han avslutade sin fotbollskarriär.

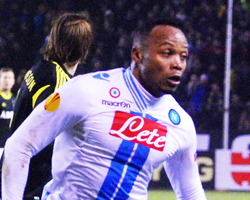
Zúñiga spelar mot AIK i Europa League, 2012

## Meriter
Atlético Nacional
- Categoría Primera Apertura: 2005, 2007
- Categoría Primera Finalización: 2007

Napoli
- Coppa Italia: 2012
- Supercoppa italiana: 2014